# Tomás Cuello
Tomás Esteban Cuello (ur. 5 marca 2000 w San Miguel de Tucumán) – argentyński piłkarz występujący na pozycji skrzydłowego, od 2025 roku zawodnik Atlético Mineiro.